# Henry Bagshaw (clérigo)
Henry Bagshaw D.D. (1632-1709) fue un clérigo inglés.
Bagshaw era el hijo menor de Edward Bagshaw, tesorero del Middle Temple. Nació en Broughton, Northamptonshire, en 1632. Después de asistir a la Westminster School, en 1651 fue elegido estudiante de Christ Church, Oxford, donde obtuvo su grado de M.A. en 1657. En 1663 fue nombrado capellán de Sir Richard Fanshaw, embajador en España y Portugal. Después de la muerte de Fanshaw en 1666, regresó a Inglaterra y se convirtió en capellán del Arzobispo de York, quien lo nombró prebendario de Southwell y rector de Castleton en Synderick.
En agosto de 1667, fue designado prebendario de Barnaby en la Catedral de York, y en 1668 de Fridaythorpe. Obtuvo el título de Bachiller de Divinidad en ese mismo año y Doctor de Divinidad en 1671. En 1672 se convirtió en capellán de Thomas Osborne y rector de St Botolph-sin-Bishopsgate en Londres, puesto que intercambió por el de Houghton-le-Spring, en Durham. En 1681 fue nombrado prebendario de Durham.
Falleció en Houghton el 30 de diciembre de 1709 y fue enterrado en el coro de la iglesia de allí.

## Escritos
Henry Bagshaw fue muy respetado como orador en el púlpito, y también publicó varias obras. Algunas de sus publicaciones incluyen:
1. Sermon preached in Madrid on the occasion of the Death of Sir R. Fanshaw (1667)
2. The Excellency of Primitive Government, in a Sermon (1673)
3. A Sermon preached before the King at Whitehall (1676)
4. Diatribe, or Discourses upon Select Texts against Papists and Socinians (1680)